# Olivier De Cock
Olivier De Cock (ur. 9 listopada 1975 w Eeklo) – piłkarz belgijski grający na pozycji prawego obrońcy.

## Kariera klubowa
Karierę piłkarską De Cock rozpoczynał w klubie Club Brugge. W 1995 roku awansował do kadry pierwszej drużyny, a w 1996 roku zadebiutował w jego barwach w pierwszej lidze belgijskiej. Swój pierwszy sukces w karierze osiągnął w 1998 roku, gdy z Brugge wywalczył mistrzostwo Belgii. Latem 1998 zdobył Superpuchar Belgii. Natomiast w 2002 roku zdobył swój pierwszy w karierze Puchar Belgii. Wraz z Brugge jeszcze dwukrotnie sięgał po tytuł mistrzowski - w sezonach 2002/2003 i 2004/2005. Także dwukrotnie wywalczył krajowy puchar - w latach 2004 i 2007 oraz czterokrotnie superpuchar (2002, 2003, 2004, 2005). W Brugge od 1996 do 2007 roku rozegrał 286 spotkań, w których strzelił 15 goli.
W 2007 roku De Cock został wypożyczony z Brugge do niemieckiej Fortuny Düsseldorf grającej w Regionallidze Nord. Na początku 2009 roku został zawodnikiem innego niemieckiego zespołu, Rot-Weiß Oberhausen, grającego w 2. Bundeslidze. Zadebiutował w nim 30 stycznia 2009 w zremisowanym 0:0 meczu z TuS Koblenz. W Oberhausen rozegrał 4 mecze.
W 2009 roku De Cock wrócił do Belgii i grał w drugoligowym KV Oostende. Z kolei w 2010 roku został piłkarzem KSV Roeselare. Zadebiutował w nim 18 sierpnia 2010 w meczu z RFC Tournai (1:0). Karierę kończył w 2012 w SVV Damme.
| Sezon   | Klub                | Kraj   | Rozgrywki     | Mecze | Bramki |
| ------- | ------------------- | ------ | ------------- | ----- | ------ |
| 1995/96 | Club Brugge         | Belgia | Eerste Klasse | 0     | 0      |
| 1996/97 | Club Brugge         | Belgia | Eerste Klasse | 13    | 2      |
| 1997/98 | Club Brugge         | Belgia | Eerste Klasse | 9     | 0      |
| 1998/99 | Club Brugge         | Belgia | Eerste Klasse | 15    | 1      |
| 1999/00 | Club Brugge         | Belgia | Eerste Klasse | 23    | 3      |
| 2000/01 | Club Brugge         | Belgia | Eerste Klasse | 33    | 0      |
| 2001/02 | Club Brugge         | Belgia | Eerste Klasse | 28    | 0      |
| 2002/03 | Club Brugge         | Belgia | Eerste Klasse | 31    | 5      |
| 2003/04 | Club Brugge         | Belgia | Eerste Klasse | 22    | 1      |
| 2004/05 | Club Brugge         | Belgia | Eerste Klasse | 15    | 0      |
| 2005/06 | Club Brugge         | Belgia | Eerste Klasse | 19    | 0      |
| 2006/07 | Club Brugge         | Belgia | Eerste Klasse | 2     | 0      |
| 2007/08 | Fortuna Düsseldorf  | Niemcy | Regionalliga  | 18    | 0      |
| 2008/09 | Rot-Weiß Oberhausen | Niemcy | 2. Bundesliga | 4     | 0      |
| 2009/10 | KV Oostende         | Belgia | Tweede Klasse | 9     | 2      |
| 2010/11 | KSV Roeselare       | Belgia | Tweede Klasse | 17    | 0      |
| 2010/11 | SVV Damme           | Belgia | V liga        | 24    | 3      |

## Kariera reprezentacyjna
W reprezentacji Belgii De Cock zadebiutował 12 października 2002 roku w wygranym 1:0 spotkaniu eliminacji do ME 2004 z Andorą. Od 2002 do 2005 roku wystąpił w kadrze narodowej 11 razy.
| Mecze i gole w reprezentacji | Mecze i gole w reprezentacji | Mecze i gole w reprezentacji | Mecze i gole w reprezentacji | Mecze i gole w reprezentacji | Mecze i gole w reprezentacji | Mecze i gole w reprezentacji |
| #                            | Data                         | Stadion                      | Rywal                        | Wynik                        | Gol                          | Rozgrywki                    |
| 2002                         | 2002                         | 2002                         | 2002                         | 2002                         | 2002                         | 2002                         |
| ---------------------------- | ---------------------------- | ---------------------------- | ---------------------------- | ---------------------------- | ---------------------------- | ---------------------------- |
| 1.                           | 12.10.2002                   | Andora, Andora               | Andora                       | 1:0                          | 0                            | el. ME 2004                  |
| 2.                           | 16.10.2002                   | Tallinn, Estonia             | Estonia                      | 1:0                          | 0                            | towarzyski                   |
| 2003                         |                              |                              |                              |                              |                              |                              |
| 3.                           | 12.02.2003                   | Annaba, Algieria             | Algieria                     | 3:1                          | 0                            | towarzyski                   |
| 4.                           | 29.03.2003                   | Zagrzeb, Chorwacja           | Chorwacja                    | 0:4                          | 0                            | el. ME 2004                  |
| 5.                           | 30.04.2003                   | Bruksela, Belgia             | Polska                       | 3:1                          | 0                            | towarzyski                   |
| 6.                           | 11.06.2003                   | Gandawa, Belgia              | Andora                       | 3:0                          | 0                            | el. ME 2004                  |
| 7.                           | 20.08.2003                   | Bruksela, Belgia             | Holandia                     | 1:1                          | 0                            | towarzyski                   |
| 2004                         |                              |                              |                              |                              |                              |                              |
| 8.                           | 18.02.2004                   | Bruksela, Belgia             | Francja                      | 0:2                          | 0                            | towarzyski                   |
| 9.                           | 31.03.2004                   | Kolonia, Niemcy              | Niemcy                       | 0:3                          | 0                            | towarzyski                   |
| 10.                          | 17.11.2004                   | Bruksela, Belgia             | Serbia i Czarnogóra          | 0:2                          | 0                            | el. MŚ 2006                  |
| 2005                         |                              |                              |                              |                              |                              |                              |
| 11.                          | 09.02.2005                   | Kair, Egipt                  | Egipt                        | 0:4                          | 0                            | towarzyski                   |